# Tazmamart

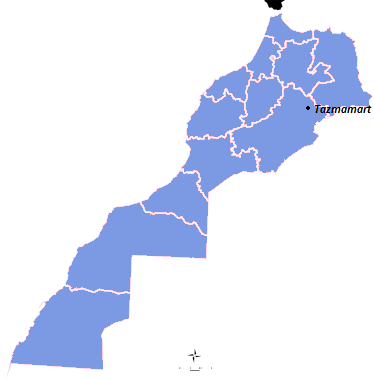
Ligging

Tazmamart was een geheime gevangenis in Marokko waar politieke gevangenen werden opgesloten. De gevangenis lag in de buurt van het Atlasdorp Rich tussen Midelt en Errachidia.

## Geschiedenis
Tazmamart werd gebouwd in 1973 na een staatsgreep tegen koning Hassan II. 58 officieren en onderofficieren van het Marokkaanse leger die bij de staatsgreep betrokken waren werden opgesloten in Tazmamart. Later zouden hier ook politieke gevangenen, Sahrawi's en anderen gevangenen bijgevoegd worden volgens voormalig gevangene Ali Bourequat.  
De Marokkaanse overheid weigerde het bestaan van Tazmamart officieel te erkennen. Pas bij het vrijlaten van de laatste gevangenen en het sluiten van de gevangenis in 1991 werd het bestaan ervan erkend.

## Omstandigheden in de gevangenis
Volgens voormalige gevangenen waren de omstandigheden in Tazmamart ondraaglijk. Gevangenen werden gemarteld en mishandeld. 
De gevangenen brachten 24 uur per dag door in ondergrondse cellen. Menselijk contact en (zon)licht werd hen ontzegd. Ze kregen weinig en bedorven voedsel en er was geen enkele vorm van medische verzorging, ook geen medicijnen. De gevangenen werden zonder bescherming blootgesteld aan de zomerse hitte en de winterse kou, dit alles op orders van koning Hassan II. Van de circa 65 personen die in Tazmamart gevangen zaten stierven er minstens 35. 

## Bekende gevangenen
- Ahmed Marzouki
- Ali Bourequat

## Lijst van gevangenen
- Sergeant Benaïssa Rachdi, veroordeeld tot 3 jaar (overleden op 29 juni 1983)
- Luitenant Mohamed Lghalou, veroordeeld tot 20 jaar (overleden op 3 januari 1989)
- Kapitein Abdellatif Belkébir, veroordeeld tot 4 jaar
- Sergeant Abdellah Aaguaou, veroordeeld tot 3 jaar
- Luitenant Tigani Benradouane, veroordeeld tot 5 jaar (overleden op 26 augustus 1984)
- Sergeant Mohamed Sajii, veroordeeld tot 3 jaar (overleden op 23 oktober 1977)
- Mohamed Afyaoui, veroordeeld tot 3 jaar
- Tweede Luitenant Adeblkarim Saoudi, veroordeeld tot 4 jaar
- Tweede Luitenant Ahmed Marzouki, veroordeeld tot 5 jaar
- Tweede Luitenant Driss Cheberreq, veroordeeld tot 3 jaar
- Luitenant Mohamed Al Zemmouri, veroordeeld tot 20 jaar
- Sergeant Ahmed Bouhida, veroordeeld tot 3 jaar
- Aspirant Mohamed Raïss, veroordeeld tot levenslang
- Luitenant M’barek Touil, veroordeeld tot 20 jaar
- Luitenant Mohamed Moncet , veroordeeld tot 20 jaar
- Kapitein Ahmed El Ouafi, veroordeeld tot 10 jaar
- Adjudant-chef Moufaddal Magouti, veroordeeld tot 20 jaar
- Tweede Luitenant Abderrahman Sedki, veroordeeld tot 3 jaar (overleden 15 januari 2022)
- Sergeant Lahssen Ousséad, veroordeeld tot 3 jaar
- Sergeant Larbi Aziane, veroordeeld tot 3 jaar (overleden op 2 januari 1980)
- Sergeant Akka Majdoub, veroordeeld tot 3 jaar
- Adjudant-chef Jilali Dik, veroordeeld tot 5 jaar (overleden op 15 september 1980)
- Sergeant Mohamed Bouamalat, veroordeeld tot 3 jaar
- Tweede Luitenant Mohamed Moujahid, veroordeeld tot 4 jaar
- Sergeant Mimoune Al-Fagouri, veroordeeld tot 3 jaar (pleegde zelfmoord op 1 juni 1990)
- Kapitein Mohamed Ghalloul, veroordeeld tot 5 jaar
- Sergeant Moha Betty, veroordeeld tot 3 jaar (overleed in maart 1984)
- Kapitein Salah Hachad, veroordeeld tot 20 jaar
- Luitenant Mohamed Chemsi, veroordeeld tot 3 jaar (het eerste dodelijk slachtoffer, overleden op 22 februari 1974)
- Adjudant Amarouch Kouiyen, veroordeeld tot 10 jaar (overleden op 12 februari 1978)
- Adjudant-chef Mohamed Abou El Maâkoul, veroordeeld tot 5 jaar, (overleden op 21 april 1978)
- Tweede Luitenant Mahjoub lyakidi, veroordeeld tot 20 jaar (overleden op 12 februari 1978)
- Sergeant Abdelkarim Chaoui, veroordeeld tot 3 jaar
- Sergeant Ahmed Rijali, veroordeeld tot 3 jaar
- Sergeant Mohamed Kinate, veroordeeld tot 3 jaar (overleden op 1 december 1974)
- Sergeant Abdellah Fraoui, veroordeeld tot 3 jaar (overleden in 1983)
- Tweede Luitenant Abdelaziz Daoudi, veroordeeld tot 10 jaar
- Sergeant Thami Abousni, veroordeeld tot 3 jaar (overleden op 13 januari 1977)
- Sergeant Skiba Bouchaib, veroordeeld tot 3 jaar
- Sergeant-chef Mohamed Abdessadki (Manolo), veroordeeld tot 5 jaar (overleden in 1983)
- Adjudant-chef Lamine Rachid, veroordeeld tot 3 jaar (overleden in 1984)
- Tweede Luitenant Moha Boutou, veroordeeld tot 3 jaar (overleden op 1 maart 1978)
- Tweede Luitenant Mohamed El Kouri, veroordeeld tot 12 jaar (overleden op 6 februari 1977)
- Sergeant Driss Bahbah, veroordeeld tot 3 jaar (overleden in 1986)
- Boujemaâ Azendour, veroordeeld tot 5 jaar (overleden in 1986)
- Tweede Luitenant Abdelaziz Benebine
- Luitenant Abdessalam Haifi, veroordeeld tot 20 jaar (overleden in oktober 1989)
- Sergeant-chef Abdelaziz Ababou, veroordeeld tot 5 jaar (overleden op 1 september 1978)
- Sergeant Abdessalam Rabhi, veroordeeld tot 3 jaar (overleden op 17 mei 1981)
- Adjudant Mohamed El Ayadi, veroordeeld tot 3 jaar, (overleden op 19 december 1979)
- Sergeant Rabah El Battioui, veroordeeld tot 3 jaar (overleden op 24 april 1977)
- Sergeant Kacem Kasraoui, veroordeeld tot 3 jaar (overleden op 19 december 1979)
- Sergeant Allal Mouhaj, veroordeeld tot 3 jaar (overleden op 9 december 1977)
- Sergeant Allal Al Hadane, veroordeeld tot 3 jaar, (overleden in het begin van zijn gevangenschap)
- Sergeant-chef Driss Dghoughi, veroordeeld tot 3 jaar
- Sergeant-chef GHani Achour, veroordeeld tot levenslang
- Kapitein Abdelhamid Ben Doro, veroordeeld tot 10 jaar (het laatste slachtoffer van Tazmamart, overleed op 5 maart (1991)

## Leesmateriaal
- Ali Bourequat (1998), In the Moroccan King's Secret Gardens, Maurice Publishers
- Ahmed Marzouki (2000), Tazmamart Cellule 10 (Tazmamart Cell 10), Editions Paris Méditerranée; Casablanca: Tarik Editions (ISBN 2-07-041991-6)
  - Interview met Ahmed Marzouki:
- Tahar Ben Jelloun (2001), Cette aveuglante absence de lumière (That Blinding Absence of Light), Editions du Seuil and New Press , (ISBN 1-56584-723-7) -
  - Samenvattingen van het boek: &
- Christine Daure-Serfaty (2002), Tazmamart, (ISBN 2-234-02472-2)
- Mohammed Raiss (2002), De Skhirat à Tazmamart, (ISBN 9981-25-252-2)